# Marcané
Marcané es una localidad de 7.093 habitantes en el municipio de Cueto, en la provincia de Holguín, Cuba. También es conocido como Loynáz Hechevarría, pues es el nombre dado a una ingenio azucarero existente en la villa.
Marcané es una de las cuatro villas cubanas que Compay Segundo menciona en el estribillo de la canción de 1984 Chan Chan, lo que la ha vuelto internacionalmente famosa.

## Historia
En el año 1915 se funda la central azucarera Marcané, renombrada en 1926 como central Alto Cedro. Hasta 1958, fue propiedad de la Compañía Central Alta Gracia SA, uno de los cuatro consorcios azucareros del grupo Rockefeller-Stillman. Sin embargo, tras el triunfo de la Revolución, la central fue nacionalizada y renombrada como Loynaz Hecheverría. Loynaz Hechavarría Cordovés fue un obrero revolucionario que a partir de 1934 comenzó a trabajar en la Central Alto Cedro, y se involucraría en la defensa de los derechos laborales hasta convertirse en líder sindical de la central. Murió torturado y asesinado en 1956.